# D.O.A. (Death of Auto-Tune)
«D.O.A. (Death of Auto-Tune)» es una canción interpretada por el rapero estadounidense Jay-Z, producida por No I.D. para el decimoprimer álbum de estudio The Blueprint 3 del rapero Jay-Z.
Durante el segundo cuatrimestre del año 2009, "D.O.A. (Death of Auto-Tune)" fue lanzada por el sello Roc Nation como el primer sencillo de The Blueprint 3. Tras ello, "D.O.A. (Death of Auto-Tune)" ingresó al top 30 de la Billboard Hot 100, la principal lista musical de canciones de los Estados Unidos.

## Listas musicales de canciones
| País           | Lista musical     | Mejor posición |
| -------------- | ----------------- | -------------- |
| América        |                   |                |
| Estados Unidos | Billboard Hot 100 | 24             |